# Pseudalcantarea
Pseudalcantarea là một phân chi thuộc chi Tillandsia.

## Các loài
- Tillandsia baliophylla Harms
- Tillandsia grandis Schlechtendal
- Tillandsia paniculata (Linnaeus) Linnaeus
- Tillandsia viridiflora (Beer) Baker

## Hình ảnh

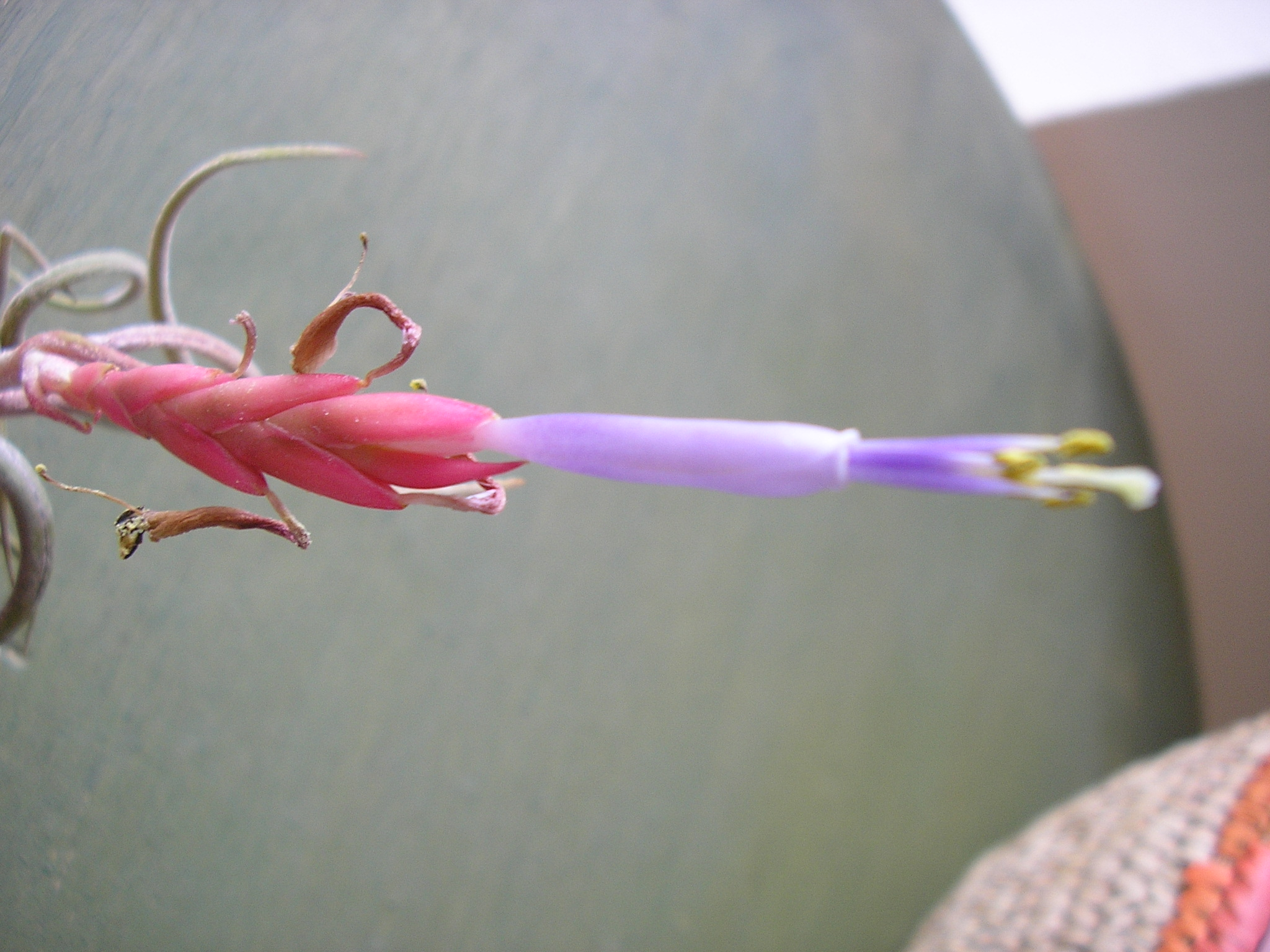

- Tập tin:Stamps of Germany (DDR) 1988, MiNr 3149.jpg
- Tập tin:Stamps of Germany (DDR) 1988, MiNr 3151.jpg
- Tập tin:Stamps of Germany (DDR) 1988, MiNr 3152.jpg